# Frank De Waele
Frank De Waele (1957) is een zenleraar in Gent (België) en een van de Founding ZPO Teachers van de Zen Peacemakers International. In deze rol heeft hij samen met Bernie Glassman en tien andere Europese zenleraren de ontwikkeling van deze beweging in Europa opgezet en begeleid. Samen met zenleraar Irène Bakker is hij ambassadeur van de Zen Peacemakers Lage Landen.

## Biografie
Na een opleiding tot docent schilderkunst aan de Academie voor schone kunsten in Leuven begon hij in 1987 met zen bij de Sangha van Deshimaru en de Nederlandse zenleraar Ton Lathouwers. In 1991 werd Frank leerling van Catherine Genno Pagès (een leerling van Dennis Genpo Merzel). Na het afleggen van de Boeddhistische geloften verhuisde hij naar Parijs waar hij tijdens een retraite in Auschwitz (1996) betrokken raakte bij het werk van de Zen Peacemakers. Na terugkeer in België (2002) begeleidde hij de ontwikkeling van Dana Sangha België, in 2006 omgevormd tot een onafhankelijke sangha met de naam "Zensangha".
Vanaf 1997 werkte Frank samen met Bernie Glassman bij verschillende Zen Peacemakersprojecten in diverse Europese landen, waaronder Frankrijk, Polen, Italië, Zwitserland en Nederland en België. In 2002 sloot hij zich aan bij de Founding ZPO Teachers of Europe om Zen Peacemakers International op te zetten. Hij begeleidde meditatieve voettochten en straatretraites in Brussel, Parijs, Cologne, Nijmegen and Helsinki. Hij startte een groep Palliatieve Zorg gericht op het begeleiden van vrijwilligers. In 2017 organiseerde hij "Bearing Witness" retreat in Bosnië. In 2019 volgde een interreligeuze bijeenkomst in Sarajevo. Vanaf 2013 is hij ambassadeur voor de Zen Peacemakers Lage Landen.
Frank kreeg tweemaal dharmatransmissie (Japans: Shiho) waardoor hij zenleraar (Sensei) werd in de White Plum Asanga van Taizan Maezumi. In 2005 van Catherine Genno Pagès en in 2011 tijdens een straatretraite in New York van Bernie Glasmann. In 2015 gaven beide leraren dharmatransmissie (Japans: Inka) tot Roshi.